# Кларабель Кау
Кларабель Кау (англ. Clarabelle Cow) — антропоморфная корова из диснеевских мультфильмов. Создатели — Уолт Дисней и Аб Айверкс. Её руки и сердца добиваются Гораций Хорсколлар и Гуфи. И хотя она второстепенный персонаж, она широко известна в США и за рубежом. Впервые появляется в Trolley Troubles в 1928 году. Первый цветной мультфильм с её участием — «Концерт» 1935 года.

## Список мультфильмов с её участием
1. 1927 — Trolley Troubles
2. 1928 — Безумный самолёт (Plane Crazy)
3. 1929 — Паровоз Микки (Mickey’s Choo-Choo)
4. 1929 — Продавец с ярмарки (The Karnival Kid)
5. 1930 — Концерт на скотном дворе (The Barnyard Concert)
6. 1930 — Шумная вечеринка (The Shindig)
7. 1930 — Заключённые (The Chain Gang)
8. 1930 — Pioneer Days
9. 1931 — The Birthday Party
10. 1931 — Mother Goose Melodies
11. 1931 — Blue Rhythm
12. 1931 — The Barnyard Broadcast
13. 1931 — The Beach Party
14. 1932 — The Mad Dog
15. 1932 — Barnyard Olympics
16. 1932 — Mickey’s Revue
17. 1932 — Mickey’s Nightmare
18. 1932 — The Whoopee Party
19. 1932 — Touchdown Mickey
20. 1932 — Parade of the Award Nominees
21. 1933 — Mickey’s Mellerdrammer
22. 1933 — Ye Olden Days
23. 1933 — Mickey’s Gala Premiere
24. 1934 — Camping Out
25. 1934 — Концерт для сирот
26. 1935 — Концерт
27. 1935 — On Ice
28. 1935 — Mickey’s Fire Brigade
29. 1936 — Mickey’s Grand Opera
30. 1936 — Mickey’s Polo Team
31. 1937 — Mickey’s Amateurs
32. 1941 — Orphan’s Benefit (remake)
33. 1942 — Mickey’s Birthday Party
34. 1942 — Час симфонии
35. 1983 — Рождественская история Микки
36. 1988 — Кто подставил кролика Роджера
37. 1990 — Roller Coaster Rabbit
38. 1993 — Bonkers (Stork Exchange/Rubber Room Song (Casabonkers))
39. 1990 — Принц и нищий
40. 2004 — Три мушкетёра: Микки, Дональд и Гуфи
41. 2006 — Клуб Микки Мауса